# Vahelmisrahu
Vahelmisrahu est une île d'Estonie dans le golfe de Riga.

## Géographie
Elle appartient à la commune de Valjala et se situe entre Põdvalaid, au nord et Allirahu (Kõiguste). 